# Rivière Windigo
Pour la localité, voir Rivière-Windigo.
Pour les articles homonymes, voir Windigo et Windigo (homonymie).
La rivière Windigo est un affluent de la rivière Saint-Maurice, coulant dans le territoire non organisé du Lac-Ashuapmushuan, puis dans le territoire de La Tuque, en Mauricie, au Québec, au Canada.

## Géographie
La rivière Windigo coule du nord au sud en milieu forestier, dans les Laurentides en Haute-Mauricie, sur une distance de près de 100 km, à l'est de la rivière Saint-Maurice. En descendant, les eaux traversent le territoire non organisé du Lac-Ashuapmushuan, puis le territoire de La Tuque.
Les bassins versants voisins de la rivière Windigo sont :
- du côté est : celui de la rivière Jolie (au sud) et celui de la rivière Pierriche (au nord) incluant son tributaire la rivière Pierriche ouest ;
- du côté ouest : la rivière Saint-Maurice.

Plusieurs petits plans d'eau sont à la tête des eaux de la rivière Windigo, notamment : lac de la Hauteur et lac du Pigamon. Les lacs de têtes sont entourés de montagnes dont les sommets atteignent jusqu'à 2 150 pi. En descendant des montagnes, les eaux de la rivière traversent notamment les lacs l'Abbé, de l'Adiante, Wilfried, Windigo, Wageguma et du Compas.
À 2,5 km avant son embouchure, la rivière bifurque vers l'ouest. La rivière se déverse dans le Réservoir Blanc en face du hameau Windigo (situé du côté ouest de la rivière Saint-Maurice). Le Réservoir Blanc constitue un élargissement artificiel de la rivière Saint-Maurice à cause du barrage de Rapide-Blanc. L'embouchure de la rivière Windigo est à 6 km en amont du coude de la rivière Saint-Maurice, situé près du hameau McTavish.
Tributaires de la rivière Windigo
Les principaux tributaires de la rivière Windigo sont (en partant de l'embouchure) :
- côté ouest : ruisseaux Two and a Half Mile, des Cinq milles, rivière Windigo Ouest, ruisseaux Coulombe, ruisseaux Spartan, rivière Windigo Nord-Ouest et ruisseau Kennedy ;
- côté est : ruisseaux Veillette, Doucet, ruisseau Arsenault, Wapposening, Bédard, du Chasseur, Nastapolk, Hilda (provenant du lac Hilda), rivière Cabeloga et du Genévrier.

## Toponymie
Dans son rapport d'exploration du territoire de 1874, l'arpenteur Gédéon Gagnon signale la rivière Windigo. La voie ferrée du Canadien National reliant La Tuque et Senneterre traverse ce hameau. Le service des postes a exploité un bureau de poste à Windigo entre 1921 et 1964. Dans De Ker-Is à Québec (1990), Fernand Grenier écrit que « Chez les Algonquins et les Cris, le Windigo (ou Wendigo) est un monstre fabuleux, géant, puissant, quelquefois anthropophage. Possédé du mauvais esprit, fou, détraqué, le Windigo doit être abattu à la première occasion. On utilise le même terme lorsqu'on veut assagir les enfants: c'est alors une sorte de croque-mitaine ou de bonhomme Sept Heures! Dans la langue québécoise, « partir à la windigo » signifie généralement s'éloigner dans les bois, aller dans les chantiers ou courir l'aventure dans des lieux éloignés et souvent mal famés. »
Les Abénaquis désignent ce cours d'eau Kiwakwazibo, soit la rivière du géant et les Attikameks le connaissent comme Witiko Sipi, rivière du monstre. Variante : La Main.
Selon la Commission de toponymie du Québec, 28 toponymes québécois portent cette désignation notamment les rapides Windigo sur la rivière Saint-Maurice, situés dans le canton de Bourassa, à l'intérieur des limites de La Tuque, à environ 40 km au nord de Weymontachie.
Le toponyme rivière Windigo a été inscrit le 5 décembre 1968 à la Banque des noms de lieux de la Commission de toponymie du Québec.